# Грефендхрон
Грефендхрон (нем. Gräfendhron) — община в Германии, в земле Рейнланд-Пфальц. 
Входит в состав района Бернкастель-Витлих. Подчиняется управлению Тальфанг.  Население составляет 124 человека (на 31 декабря 2010 года). Занимает площадь 3,13 км².